# Олівер Лукич
Олівер Лукич (хорв. Oliver Lukić, нар. 22 вересня 2006, Відень, Австрія) — хорватський футболіст, півзахисник австрійського клубу «Ліферінг».

## Ігрова кар'єра

### Клубна
Олівер Лукич є вихованцем клубної академії віденської «Аустрії», де з 2012 року він пройшов через всі вікові категорії. У 2022 році футболіст приєднався до академії «Зальцбурга». У травні 2023 року футболіст зіграв першу гру у складі фарм-клуба «Зальцбурга» «Ліферінг» у Другій Бундеслізі.
В липні 2023 року Лукич підписав професійний контракт до 2026 року з «Зальцбургом». При цьому він і далі залишився в складі «Ліферінга».
В жовтні 2023 року британське видання «The Guardian» назвало Лукича одним з кращих футболістів світу, що народилися у 2006 році.

### Збірна
Олівер Лукич народився в Австрії у хорватській родині. Свою міжнародну кар'єру футболіст починав в юнацьких збірних Австрії. У 2023 році він подав запит на зміну громадянства і з 2024 року почав грати за збірну Хорватії (U-19).